# Srokowo (przystanek kolejowy)
Srokowo – dawny wąskotorowy przystanek osobowy w Kałkach, w gminie Srokowo, w powiecie kętrzyńskim, w województwie warmińsko-mazurskim, w Polsce.